# Pseudocalamobius diversus
Pseudocalamobius diversus là một loài bọ cánh cứng trong họ Cerambycidae.